# Roc del Cucut (Estamariu)
El Roc del Cucut és una muntanya de 1.150 metres que es troba al municipi d'Estamariu, a la comarca de l'Alt Urgell.